# 中国寓言
「寓言」是中国文学作品的一种体裁，隱含寓意或教訓之作品。「寓」，寄託；「言」，議論。寓言的創作運用類比的思維，以譬喻技巧和生動的描摹，將哲理或勸諫寄託在所編造的故事中。借古喻今，借远喻近，借物喻人，不少寓言作品深刻揭露了中国封建社会的种种社会弊端與不公正的社会现象。

## 中國寓言發展與流變
中国是世界四大文明古国之一，也是世界寓言文学的三大发祥地（中国、印度、希腊）之一。
寓言一詞始見於《莊子‧寓言》：「寓言者，藉外論之。」（假托他人之語，陳說自己之意。）《莊子‧天下》：「以重言為真，以寓言為廣。」（重言指透過先賢的語言重複闡述道理，而寓言為傳達意念的工具。）
中國古代寓言源遠流長，在先秦已具雛型，如：《莊子》、《列子》、《孟子》、《韓非子》、《戰國策》等，發展時期可分類為五：
一、先秦－－哲理寓言：作品集中在諸子散文中，闡述不同學派的哲理和政治理念。
二、漢代－－勸戒寓言：透過寓言來宣導歷史的經驗教訓，在政治及生活予以人們警戒，如劉向《說苑》。
三、魏晉南北朝－－嘲諷寓言：中國寓言創作的過渡期。主要融入兩類，一是笑話，如：邯鄲淳《笑林》、苻朗《苻子》；二是佛教故事，如：《百喻經》、《雜譬喻經》。
四、唐宋－－諷刺寓言：是寓言創作的第二個高潮時期。諷刺性強而哲理性減弱。著名的有柳宗元的寓言，如《捕蛇者說》、《蝜蝂傳》、《三戒》（黔之驢、臨江之麋、永某氏之鼠）
五、明清－－詼諧寓言：冷嘲熱諷的笑話成分增多。著名的有劉基的《郁離子》。

## 中国古代寓言的特色
中国古代寓言，是一个巨大的思想和艺术宝库，它有着十分鲜明的民族特色，在中国文学史上占有很重要的地位。
一、源远流长，寓意隽永。
二、题材广泛，兼收并蓄。
三、手法不一，风格多样。
四、体裁独特，结构宏伟。

## 代表
1. 莊子
2. 孟子
3. 韓非
4. 柳宗元
5. 劉基